# 2016년 서울국제여성영화제
제18회 서울국제여성영화제는 2016년 6월에 개최된 영화제이다.

## 수상 및 후보

### 최우수상
- 나가요: ながよ - 차정윤 수상

### 우수상
- 못, 함께하는 - 이나연 수상
- 아무일도 없었다 - 김민숙 수상

### 관객상
- 거머리 - 파얄 세티 수상

### 심사위원 특별언급상
- 할미 - 홍애진 수상

### 메가박스 대상
- 힐을 신고 달리는 남자 - 박선 수상

### 포스트핀상
- 까치발 - 권우정 수상
- 다큐멘터리 옥랑문화 수상작
- 생리축하합니다 - 김보람 수상

### 극영화 관객인기상
- 나의 눈이 되어줘 - 최진영 수상

### 다큐 관객인기상
- 가현이들 - 윤가현 수상

### NAWFF상
- 야근 대신 뜨개질 - 박소현 수상
- 허베이, 타이페이 - 리 니엔 슈 수상

### 아이틴즈 대상
- 꿈틀꿈틀 - 임서영 외 2명 수상
- 사이 - 김다빈 수상

### 아이틴즈 특별언급
- 수담 - 김은경 수상

### 아이틴즈 관객상
- 사이 - 김다빈 수상
- 아시아 단편경선:국내작품부문
- 갈래 - 이유리
- 국악으로 밥벌어먹기 - 국밥
- 나가요: ながよ - 차정윤
- 말하지 않으면 - 채지혜
- 못, 함께하는 - 이나연
- 미용실 - 구지현
- 살 - 배은주
- 수요기도회 - 김인선
- 아무도 돌아오지 않는 밤 - 김하나
- 아무일도 없었다 - 김민숙
- 이브 - 오은영
- 플라이 - 임연정
- 할미 - 홍애진
- 아시아 단편경선:해외작품부문
- 외교관 부인 - 디나 리클리스
- 차라라이 - 키키 페브리얀티
- 레즈비언 포르노 제작기 - 다징
- 거머리 - 파얄 세티
- 미드나잇 댄스 - 루 미앤 미앤
- 마지막 만찬 - 천 신웨이

### 아이틴즈
- 꿈틀꿈틀 - 홍다의 외 2명
- 내겐 너무 귀여운 그대 - 박연수
- 보자기 속 손거울 - 이하윤
- 봉준호를 찾아서 - 정하림
- 사이 - 김다빈
- 수담 - 김은경
- 행복의 나라로 - 강다솔 외 1명

### 새로운 물결
- 어 굿 와이프 - 미르자나 카라노비크
- 스톡홀름의 마지막 연인 - 페닐라 어거스트
- 굿바이 마이 프렌드 - 찬야 부톤
- 후쿠시마 내 사랑 - 도리스 되리
- 휴일(독일어판) - 베르나데테 크놀러
- 그건 너, 바로 너 - 사샤 고든
- 홍콩은 언제나 내일 - 에밀리 팅
- 러브송 - 김소영
- 네 명의 청춘들 - 에사 일리
- 메마른 삶을 안고 튀어라 - 리나 야다브
- 고려 아리랑: 천산의 디바 - 김소영
- 서프레제트 (영화) - 사라 가브론
- 책 속의 소녀 - 마리아 콘
- 바다의 뚜껑 - 도요시마 케이스케
- 여행 - 파즈 파브레가
- 업 포 러브 - 로랑 티라르
- 활동적 삶: 한나 아렌트의 정신 - 에이다 어쉬피즈
- 우리 사이에 있었던 일 - 클로디아 로렌즈
- 파란 입이 달린 얼굴 - 김수정
- 할머니의 먼 집 - 이소현
- 즐거운 나의 집 101 - 련
- 야근 대신 뜨개질 - 박소현
- 여배우 - 문소리
- 최고의 감독 - 문소리
- 여배우는 오늘도 - 문소리
- 꼬마 마트료시카 - 톨가 일디즈 외 1명
- 체르노빌의 할머니들 - 앤 보거트 외 1명
- 두 명의 여성감독 - 양 밍밍
- 또 다른 유머 - 리우 이양
- 유언 - 제니 만 우
- 버차이나 모놀로그 - 판 포포
- 오디션 - 로비사 사이렌
- 나의 십대 시절 - 니나 프렌켈 외 1명
- 엄마들 - 메이무나 도꼬레
- 다른 용무 중 - 알리시아 맥도날드
- 정장 바지 - 사라린 아머
- 파라디스 - 로라 반데빈첼
- 정치적으로 올바른 영화 만들기 - 사바나 로저스
- 자매, 엄마, 딸 - 헤일리 화이트
- #봉기하라 - 이고르 가마 외 1명

### 퀴어 레인보우
- 바라쉬의 첫사랑 - 미셀 비닉
- 걸 킹 크리스티나 - 미카 카우리스마키
- 걸스 로스트 - 알렉산드라-테레세 케이닝
- 미스 불라라카오 - 아라 차우두리
- 연애담 - 이현주
- 로얄 로드 - 제니 올슨
- 불온한 당신 - 이영
- 딜런 - 엘리자베스 로바우
- 팔씨름 대회 - 앤지 웨스트 외 1명
- 깊고 오랜 사랑 - 강지숙
- Under the Sea - 고은혜

### 쟁점들
- 22 - 궈커
- 잊혀진 필리핀 위안부 - 비욘 옌센
- 침묵 - 박수남
- 레드마리아2 - 경순
- 눈길 - 이나정
- 귀향 - 조정래

### 배리어프리 상영
- 미라클 벨리에 - 에릭 라티고

### 다큐멘터리 옥랑문화상
- 호스트 네이션 - 이고운

### 프랑스 여성영화 120년, 1896-2016: 알리스 기-블라쉐에서 뉴 제너레이션까지
- 반짝이는 모든 것 - 에베르 밈란 외 1명
- 숨 막히는 - 멜라니 로랑
- 시네아스트 - 줄리 가예트 외 1명
- 디어 프루던스 - 레베카 즐로토브스키
- 내 머리 속에 숨겨둔 당신 - 자클린 코
- 룰루의 일탈 - 솔베이그 안스팍
- 올리비아 - 재클린 오드리
- 수잔느 - 카텔 퀼레베레
- 노래하는 여자, 노래하지 않는 여자 - 아녜스 바르다
- 경찰들 - 마이웬
- 다가오는 것들 - 미아 한센-러브
- 숲으로 이룬 꿈 - 클레르 시몽
- 쪼개진 집 - 알리스 기-블라쉐
- 광부, 알지 - 알리스 기-블라쉐
- 우표 붙이는 여자 - 알리스 기-블라쉐
- 양배추 요정 - 알리스 기-블라쉐
- 페미니즘의 결과 - 알리스 기-블라쉐
- 미소 짓는 마담 보데 - 제르만 뒬락
- 히로인 - 알리스 기-블라쉐
- 통 굴리기 - 알리스 기-블라쉐
- 모자와 소시지를 만드는 자동 기계 - 알리스 기-블라쉐
- 식탐 - 알리스 기-블라쉐
- 미국 시민 되기 - 알리스 기-블라쉐
- 상류층을 위한 산파 - 알리스 기-블라쉐
- 피에로의 구애 댄스 - 알리스 기-블라쉐
- 20세기의 수술 - 알리스 기-블라쉐
- 자연스럽게!: 알리스 기-블라쉐의 숨은 이야기 트레일러 - 파멜라 그린

### 여판사, 1962X2016
- 여판사 - 홍은원
- 어디에도 속하지 않는, 샹탈 애
- 내 마을을 날려 버려 - 샹탈 애커만
- 내 이름은 샹탈 애커만 - 마리안느 램버트
- 나는 어디에도 속하지 않아: 샹탈 애커만의 영화 - 마리안느 램버트
- 노 홈 무비 - 샹탈 애커만